# Valeri Barsukov
Valeri Leonidovich Barsukov (Валерий Леонидович Барсуков, ruso), (Moscú 14 de marzo de 1928-ibíd., 22 de julio de 1992) fue un geólogo soviético
Barsukov se graduó en el Instituto de Prospección Geológica de Moscú en 1951. En 1954 se unió al equipo de investigación permanente del Instituto de Geoquímica y Química Analítica. Fue nombrado director del instituto en 1976.
Sus principales trabajos de se orientan al estudio de la geoquímica de los procesos de formación de mineral y de las rocas plutónicas y análisis de muestras lunares, así como de los métodos geoquímicos de búsqueda, evaluación y predicción de depósitos minerales útiles. Barsukov describió el mecanismo de formación de los depósitos de mineral de estaño y determinó las características principales de la química de la formación de los depósitos de borato.
Especial interés concitó en él la geología planetaria, Barsukov supervisó numerosas misiones espaciales y experimentos particulares, tales como los de análisis de datos geoquímicos en sondas enviadas a Venus y el mapeo por radar de alta resolución de ese planeta, realizados por Venera-15 y 16
Un cráter en Marte desde 2003 lleva su nombre.

## Publicaciones
- Geokhimiia endogennogo bora. Moscow, 1968. (With S. M. Aleksandrov and V. V. Shcherbina.)[4]
- Osnovnye cherly geokhimii olova. Moscow, 1974.[4]